# Реактивність (психологія)
Реактивність - це особливості реакції особистості на подразники, що виявляються в темпі, силі та формі відповіді, а найяскравіше - в емоційній вразливості, і відображуються на ставленні особистості до навколишньої дійсності та до самої себе.  Термін використовується для позначення властивості темпераменту людини у психології. Бурхливі реакції при успіхах або невдачах у будь-якій діяльності позначаться на різних особливостях темпераменту. Реактивність як особливість темпераменту виразно виявляється при психічних травмах - у реактивній депресії (пригніченість, рухова та мовна загальмованість), в афективно-шокових реакціях (реакції на катастрофи, аварії, паніка), для яких характерна або безладна рухова активність, або повна загальмованість, ступор.